# 9650 Okadaira
9650 Okadaira eller 1995 YG är en asteroid i huvudbältet som upptäcktes den 17 december 1995 av den japanska astronomen Takao Kobayashi vid Ōizumi-observatoriet. Den är uppkallad efter den japanska kökkenmöddingen Okadaira.
Asteroiden har en diameter på ungefär 4 kilometer.